# Saš
Saš (cyr. Саш) – wieś w Serbii, w okręgu raskim, w gminie Tutin. W 2011 roku liczyła 57 mieszkańców.